# Frances Conroy
Frances Lilianne Conroy (Monroe, 13 de novembro de 1953) é uma atriz estadunidense.
Graduada em interpretação no Juilliard Drama Division, seu papel de maior destaque foi na série de televisão Six Feet Under (A Sete Palmos - BR), onde viveu a solitária matriarca Ruth Fisher.
A atriz atuou em filmes, como O Sacrifício, Perfume de Mulher, Garota da Vitrine, Mulher-Gato, Flores Partidas, O Aviador, Sintonia de Amor e Coringa.

## Início da vida e carreira
Conroy nasceu na Georgia em 1953, cursou o ensino médio na Neighborhood Playhouse, estudou também na Julliard, onde foi ensinada por grandes nomes do teatro como John Houseman e Marian Seldes.
Seguiu papéis dramáticos em produções clássicas como "Mãe Coragem e seus filhos", "Rei Lear", "Tudo está bem quando acaba bem", "Medida por Medida" e "Othello" (como Desdemona) no final dos anos 70.
Fez sua estreia na Broadway com "A Senhora de Dubuque" em 1980. Ela passou a ganhar destaque na Companhia. Ganhou um Drama Desk Award por "The Secret Rapture" e um Obie por "The Last Yankee." Em 2000, recebeu o Outer Critics Circle Award e uma indicação ao Tony por "A viagem para baixo Mt. Morgan. "

### Six Feet Under(2001-2005)
Conroy é mais conhecida por seu aclamado trabalho na série de drama Six Feet Under, que estrelou a partir de 2001 e da série final, em 2005, interpretando a emocional matriarca da família Ruth Fisher. Durante a série, Conroy ganhou o Globo de Ouro de Melhor Atriz em 2004. Ela também foi indicada para quatro prêmios Emmy Award de Melhor Atriz em Série Dramática. Junto com o elenco da série, ela foi premiada duas vezes em 2003 e 2004 com o Screen Actors Guild Award por Melhor Performance de Elenco em Série Dramática. A série terminou em 2005, tendo ao ar 63 episódios originais.

### 2007-2010
Em 2008 foi convidada a participar da série da rede de televisão ABC, Desesperate Housewives. Junto com muitas aparições na televisão em meados dos anos 2000, ela foi escalada para um papel recorrente em How I Met Your Mother, como a mãe de Barney Stinson,Loretta Stinson. No ano de 2010, Conroy interpretou o personagem Angie Dinkley no desenho animado Scooby-Doo! Mystery Incorporated.

### American Horror Story (2010-presente)

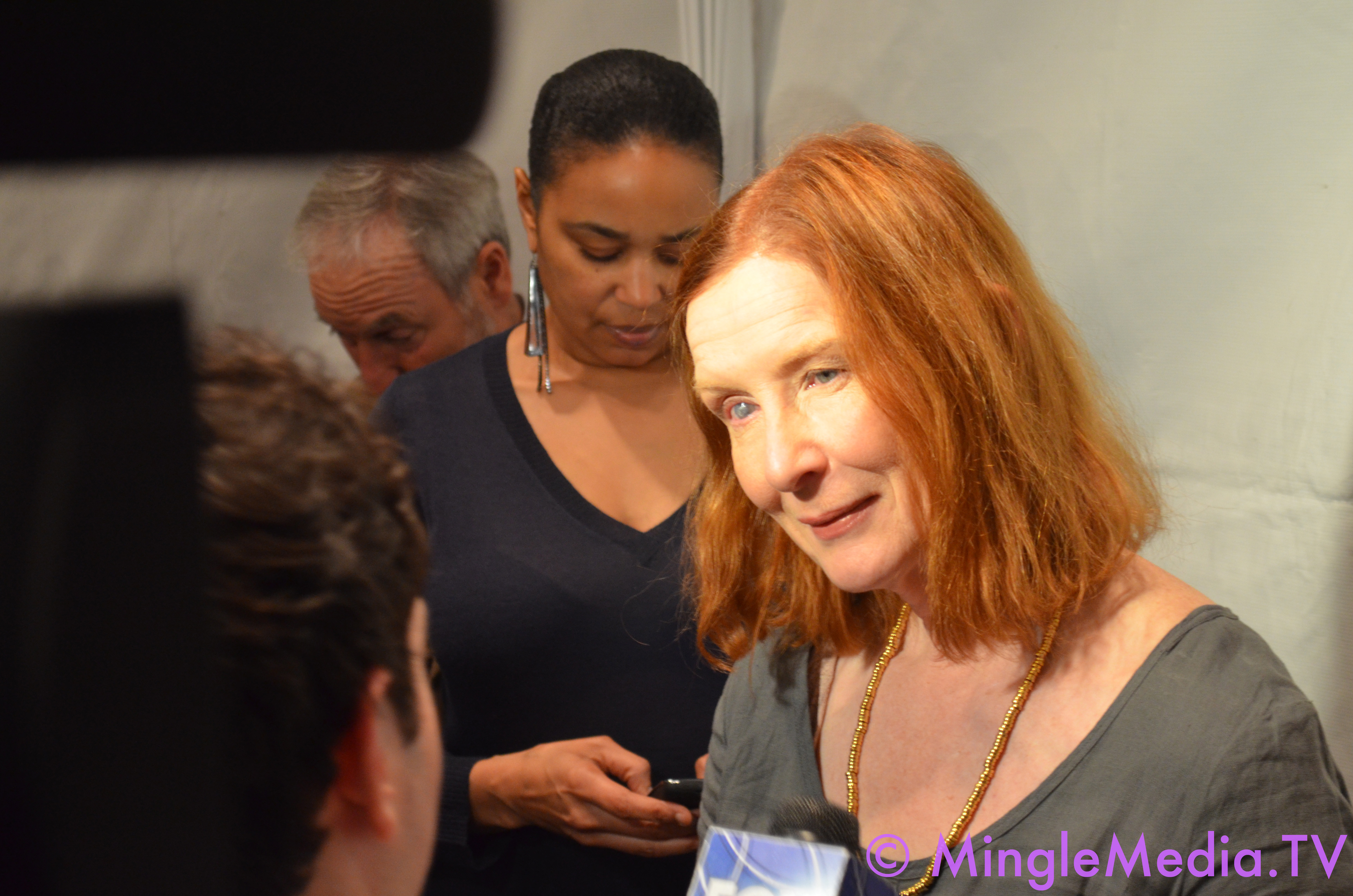
Conroy em 2012

Em 2011 foi escalada para uma série de drama da FX, intitulada American Horror Story:Murder House. Na série, Conroy interpretou Moira O´Hara, por seu desempenho a atriz foi indicada ao Emmy Primetime de Melhor Atriz Coadjuvante em minissérie ou filme.
No ano de 2014, foi nomeada a seu sexto Prêmio Emmy por seu desempenho na terceira temporada de American Horror Story: Coven. Em 2014 voltou para a quarta temporada da série, intitulada American Horror Story: FreakShow  como Gloria Mott, uma mulher rica cujo filho quer se juntar ao show de horrores.
A partir de 2015, Conroy estrelou como Dawn na série original do Hulu, Casual.
Em 2016 voltou para o elenco de American Horror Story, intitulada Roanoke vivendo a Mama Polk — uma canibal que mantinha uma relação incestuosa com seus filhos. 
Em 2017 estrelou a série The Mist no papel de Nathalie Raven. Ainda nesse ano, fez uma participação como Bebe Babbitt na sétima temporada, American Horror Story: Cult. Em 2018 voltou a viver dois personagens ja conhecidos pelo público em American Horror Story: Apocalypse, sendo essas: Moira O'Hara e Myrtle Snow.
Em 2021 retornou para American Horror Story: Double Feature como Belle Noir na primeira parte da temporada intitulada Red Tide.

## Filmografia

### Cinema
| Ano  | Título                             | Papel                  | Notas          |
| ---- | ---------------------------------- | ---------------------- | -------------- |
| 1979 | Manhattan                          | Atriz shakespeariana   |                |
| 1979 | Othello                            | Desdemona              |                |
| 1984 | Falling in Love                    | Garçonete              |                |
| 1987 | Amazing Grace and Chuck            | Pamela                 |                |
| 1988 | Rocket Gibraltar                   | Ruby Hanson            |                |
| 1988 | Another Woman                      | Lynn                   |                |
| 1988 | Dirty Rotten Scoundrels            | Senhora de Palm Beach  |                |
| 1989 | Crimes and Misdemeanors            | Dona da casa           |                |
| 1991 | Billy Bathgate                     | Mary Behan             |                |
| 1992 | Scent of a Woman                   | Christine Downes       |                |
| 1993 | The Adventures of Huck Finn        | Senhora magricela      |                |
| 1993 | Sleepless in Seattle               | Irene Reed             |                |
| 1994 | Developing                         | Clare                  | Curta-metragem |
| 1995 | Angela                             | Mãe de Anne            |                |
| 1995 | The Neon Bible                     | Senhorita Scover       |                |
| 1996 | The Crucible                       | Ann Putnam             |                |
| 2002 | Maid in Manhattan                  | Paula Burns            |                |
| 2003 | Die, Mommie, Die!                  | Bootsie Carp           |                |
| 2004 | Catwoman                           | Ophelia                |                |
| 2004 | The Aviator                        | Sra. Hepburn           |                |
| 2005 | Broken Flowers                     | Dora                   |                |
| 2005 | Shopgirl                           | Catherine Buttersfield |                |
| 2006 | The Wicker Man                     | Dra. T.H. Moss         |                |
| 2006 | Ira and Abby                       | Lynn Willoughby        |                |
| 2007 | The Grand Design                   | Frances                | Curta-metragem |
| 2007 | The Seeker: The Dark is Rising     | Senhorita Greythorne   |                |
| 2008 | Humboldt County                    | Rosie                  |                |
| 2008 | The Tale of Despereaux             | Antoinette             |                |
| 2009 | The Smell of Success               | Agnes May              |                |
| 2009 | New in Town                        | Trudy Van Uuden        |                |
| 2009 | Stay Cool                          | Sra. Leuchtenberger    |                |
| 2009 | Love Happens                       | Mãe de Eloise          |                |
| 2010 | Waking Madison                     | Dolly                  |                |
| 2010 | Bloodworth                         | Julia Bloodworth       |                |
| 2010 | 6 Souls                            | Sra. Bernburg          |                |
| 2010 | Stone                              | Madylyn                |                |
| 2011 | All-Star Superman                  | Ma Kent                |                |
| 2011 | Tom and Jerry and the Wizard of Oz | Tia Emma / Glinda      |                |
| 2013 | Sequin Raze                        | Dra. Wagerstein        | Curta-metragem |
| 2013 | Superman: Unbound                  | Ma Kent                |                |
| 2014 | Chasing Ghosts                     | Dara                   |                |
| 2014 | Making the Rules                   | Madre                  |                |
| 2015 | Welcome to Happiness               | Claiborne              |                |
| 2016 | Tom and Jerry: Back to Oz          | Tia Emma / Glinda      |                |
| 2016 | No Pay, Nudity                     | Andrea                 |                |
| 2018 | The Tale                           | Jane Graham            |                |
| 2018 | Mountain Rest                      | Ethel                  |                |
| 2019 | Joker                              | Penny Fleck            |                |
| 2019 | James vs. His Future Self          | Dra. Rowley            |                |
| 2021 | The Power of the Dog               | Senhora                |                |
| 2023 | Nimona                             | Diretora               |                |

### Televisão
| Ano       | Título                                                | Papel                                    | Notas                                                                   |
| --------- | ----------------------------------------------------- | ---------------------------------------- | ----------------------------------------------------------------------- |
| 1978      | All's Well That Ends Well                             | Diana                                    | Filme de TV                                                             |
| 1982-1985 | American Playhouse                                    | Madre / Lilian Steichen / Louise Mallard | 2 episódios                                                             |
| 1982      | The Royal Romance of Charles and Diana                | Sra. Watson                              | Filme de TV                                                             |
| 1983      | Kennedy                                               | Jean Smith                               | 5 episódios                                                             |
| 1984      | 3-2-1 Contact                                         | Kate                                     | Episódio: "Earth: Building Models"                                      |
| 1986      | The Twilight Zone                                     | Ellen Pendleton                          | Episódio: "The Library"                                                 |
| 1986      | Newhart                                               | Liz Sable                                | Episódio: "Co-Hostess Twinkie"                                          |
| 1986      | Hill Street Blues                                     | Senhora na Porsche                       | Episódio: "Falling from Grace"                                          |
| 1987      | Remington Steele                                      | Gladys Lynch                             | Episódio: "Steele Hanging in There: Part 1"                             |
| 1987      | Crime Story                                           | Sra. Jankowski                           | Episódio: "The Battle of Las Vegas"                                     |
| 1988      | Terrorist on Trial: The United States vs. Salim Ajami | Lyn Kessler                              | Filme de TV                                                             |
| 1989      | Great Performances                                    | Sra. Gibbs                               | Episódio: "Our Town"                                                    |
| 1990-1999 | Law & Order                                           | Elizabeth Hendrick / Rosa Halasy         | 2 episódios                                                             |
| 1993      | Queen                                                 | Sra. Benson                              | 2 episódios                                                             |
| 1994      | One More Mountain                                     | Peggy Breen                              | Filme de TV                                                             |
| 1995      | Journey                                               | Fiona                                    | Filme de TV                                                             |
| 1997      | Crisis Center                                         | Marilyn                                  | Episódio: "The Center"                                                  |
| 1998      | Thicker Than Blood                                    | Sra. Byrne                               | Filme de TV                                                             |
| 1998      | Cosby                                                 | Elizabeth                                | Episódio: "Judgement Day"                                               |
| 1999      | Murder in a Small Town                                | Martha Lassiter                          | Filme de TV                                                             |
| 2000      | Stark Raving Mad                                      | Beverly Rose                             | Episódio: "The Pigeon"                                                  |
| 2001–2005 | Six Feet Under                                        | Ruth Fisher                              | 63 episódios                                                            |
| 2004      | Higglytown Heroes                                     | Herói veterinário                        | Episódio: "Flappy's Not Happy"                                          |
| 2006      | A Perfect Day                                         | Camille                                  | Filme de TV                                                             |
| 2007–2008 | ER                                                    | Becky Riley                              | 2 episódios                                                             |
| 2008      | Desperate Housewives                                  | Virginia Hildebrand                      | 3 episódios                                                             |
| 2009–2014 | How I Met Your Mother                                 | Loretta Stinson                          | 9 episódios                                                             |
| 2010      | Nip/Tuck                                              | Jane Fields                              | Episódio: "Sheila Carlton"                                              |
| 2010      | Happy Town                                            | Peggy Haplin                             | 7 episódios                                                             |
| 2010–2013 | Scooby-Doo! Mystery Incorporated                      | Angie Dinkley                            | 15 episódios                                                            |
| 2010      | Grey's Anatomy                                        | Eleanor                                  | Episódio: "Can't Fight Biology"                                         |
| 2011      | The Mentalist                                         | Elspeth                                  | Episódio: "The Red Mile"                                                |
| 2011      | United States of Tara                                 | Sandy Gregson                            | 2 episódios                                                             |
| 2011      | Love Bites                                            | Faye Strathmore                          | Episódio: "How To..."                                                   |
| 2011      | American Horror Story: Murder House                   | Moira O'Hara                             | 11 episódios                                                            |
| 2011      | Bad Mom                                               | Marian                                   | Filme de TV                                                             |
| 2012      | Beautiful People                                      | Lydia                                    | Filme de TV                                                             |
| 2012–2013 | American Horror Story: Asylum                         | Shachath                                 | 5 episódios                                                             |
| 2013      | Ring of Fire                                          | Maybelle Carter                          | Filme de TV                                                             |
| 2013      | Royal Pains                                           | Blythe Ballard                           | 6 episódios                                                             |
| 2013–2014 | American Horror Story: Coven                          | Myrtle Snow                              | 13 episódios                                                            |
| 2014-2015 | American Horror Story: Freak Show                     | Gloria Mott                              | 13 episódios                                                            |
| 2015      | Married                                               | Janice                                   | Episódio: "Thanksgiving"                                                |
| 2015–2018 | Casual                                                | Dawn                                     | 11 episódios                                                            |
| 2015      | Getting On                                            | Dra. Alice Marvel                        | Episódio: "No, I Don't Want a Fucking Smiley Face"                      |
| 2016      | The Real O'Neals                                      | Avó Agnes                                | Episódio: "The Real Grandma"                                            |
| 2016      | American Horror Story: Roanoke                        | Mama Polk                                | Episódio: "Chapter 5"                                                   |
| 2017      | We Bare Bears                                         | Faye                                     | Episódio: "Neighbors"                                                   |
| 2017      | The Mist                                              | Nathalie Raven                           | 10 episódios                                                            |
| 2017      | American Horror Story: Cult                           | Bebe Babbitt                             | 2 episódios                                                             |
| 2018      | Young Sheldon                                         | Dra. Flora Douglas                       | Episódio: "An Eagle Feather, a String Bean, and an Eskimo"              |
| 2018–2019 | Arrested Development                                  | Lottie Dottie Da                         | 5 episódios                                                             |
| 2018–2019 | Castle Rock                                           | Martha Lacy                              | 3 episódios                                                             |
| 2018      | American Horror Story: Apocalypse                     | Myrtle Snow / Moira O'Hara               | 7 episódios                                                             |
| 2020-2022 | Dead to Me                                            | Eileen Wood                              | 6 episódios                                                             |
| 2020-2021 | Summer Camp Island                                    | Sra. Clarinet / Elfo líder da patrulha   | 3 episódios                                                             |
| 2021      | American Horror Story: Double Feature                 | Sarah Cunningham / Belle Noir            | 6 episódios                                                             |
| 2022      | The Boys Presents: Diabolical                         | Barb                                     | Episódio: "An Animated Short Where Pissed-Off Supes Kill Their Parents" |

### Video game
| Ano  | Título             | Papel   |
| ---- | ------------------ | ------- |
| 2004 | Catwoman: The Game | Ophelia |

## Prêmios e indicações

#### Emmy Awards
| Ano  | Trabalho                            | Categoria                                           | Resultado |
| ---- | ----------------------------------- | --------------------------------------------------- | --------- |
| 2002 | Six Feet Under                      | Melhor Atriz em Série Dramática                     | Indicado  |
| 2003 | Six Feet Under                      | Melhor Atriz em Série Dramática                     | Indicado  |
| 2005 | Six Feet Under                      | Melhor Atriz em Série Dramática                     | Indicado  |
| 2006 | Six Feet Under                      | Melhor Atriz em Série Dramática                     | Indicado  |
| 2012 | American Horror Story: Murder House | Melhor Atriz Coadjuvante em Minissérie ou Telefilme | Indicado  |
| 2014 | American Horror Story: Coven        | Melhor Atriz Coadjuvante em Minissérie ou Telefilme | Indicado  |

#### Globo de Ouro
| Ano  | Trabalho       | Categoria                       | Resultado |
| ---- | -------------- | ------------------------------- | --------- |
| 2004 | Six Feet Under | Melhor Atriz em Série Dramática | Venceu    |

#### SAG Awards
| Ano  | Trabalho       | Categoria                        | Resultado |
| ---- | -------------- | -------------------------------- | --------- |
| 2001 | Six Feet Under | Melhor Elenco em Série Dramática | Indicado  |
| 2002 | Six Feet Under | Melhor Elenco em Série Dramática | Venceu    |
| 2003 | Six Feet Under | Melhor Elenco em Série Dramática | Venceu    |
| 2003 | Six Feet Under | Melhor Atriz em Série Dramática  | Venceu    |
| 2004 | Six Feet Under | Melhor Elenco em Série Dramática | Indicado  |
| 2005 | Six Feet Under | Melhor Elenco em Série Dramática | Indicado  |

#### Tony Awards
| Ano  | Trabalho indicado        | Categoria                            | Resultado |
| ---- | ------------------------ | ------------------------------------ | --------- |
| 2000 | The Ride Down Mt. Morgan | Melhor Atriz Coadjuvante em uma Peça | Indicado  |